# Caledophia pauli
Caledophia pauli är en fjärilsart som beskrevs av Holloway 1979. Caledophia pauli ingår i släktet Caledophia och familjen mätare. Inga underarter finns listade i Catalogue of Life.